# Titularbistum Hadrianopolis in Epiro
Das Bistum Hadrianopolis in Epiro (italienisch diocesi di Adrianopoli di Epiro, lateinisch Dioecesis Hadrianopolitana in Epiro) ist ein Titularbistum der römisch-katholischen Kirche.
Es geht zurück auf ein untergegangenes Bistum der antiken Stadt Hadrianopolis in der römischen Provinz Epirus bzw. Epirus Vetus und gehörte der Kirchenprovinz Nikopolis an. Die Ruinen Hadrianopolis befinden sich in der Nähe der albanischen Stadt Dropull.
| Titularbischöfe von Hadrianopolis in Epiro |                   |                                                         |                |                    |
| Nr.                                        | Name              | Amt                                                     | von            | bis                |
| 1                                          | Adrian Walenburch | Weihbischof in Köln (Heiliges Römisches Reich)          | 8. August 1661 | 12. September 1669 |
| 2                                          | Joseph Freusberg  | Weihbischof in Erfurt (Deutsche Demokratische Republik) | 12. April 1953 | 10. April 1964     |